# ENJOYJAPAN
株式会社ENJOY JAPAN（えんじょいじゃぱん）は、東京都・新宿区と中華人民共和国・上海市に本社を置く訪日外国人向けの広告代理店である。 

## 概説
2010年に、まだ中国では日本の情報が十分に得られる環境でないことをから、日本を訪れる中国人に対して日本の情報を広めるために設立。
自社オリジナルのフリーペーパーやコールセンター運営などをインバウンド黎明期から行う。現在様々な中国向けの媒体の広告販売や、上海浦東国際空港をハブ空港とする吉祥航空と提携し
日本を紹介する機内誌、逛逛日日本～TRAVEL TO JAPAN～の作成や、中国のロイヤルマーケティング運営企業ChinaRewards社日本代理店として同社が開発したアプリケーション「GoPanda」の日本版
の総合窓口となっている

## 会社の概要
- 本社（登記上の本店）: 東京都新宿区新宿1丁目16番14号 大高ビル2階

## 略歴
- 2009年 - 代表取締役の瞿史偉(ク シイ)が上海毅伟信息科技有限公司(ENJOY JAPAN上海法人)を設立。
- 2010年 - 株式会社ENJOY JAPAN設立
- 2012年 - 化粧品や日用品の卸売り業務を開始
- 2015年 -  吉祥航空と提携し、機内誌「逛逛日日本～TRAVEL TO JAPAN～」をはじめとする機内メディア開発業務の契約を締結。
- 2016年 - 中国のロイヤルマーケティング運営企業ChinaRewards社の日本総代理店として「GoPanda」アプリ日本版をリリース